# Miss Peru
Peru neemt sinds 1952 deel aan de Miss Universe-verkiezing.
De eerste vrouw die Peru vertegenwoordigde was Ada Gabriela Bueno. Vijf jaar later, in 1957, won Gladys Zender de missverkiezing, waarmee Peru het eerste Latijns-Amerikaanse land was dat de verkiezing won.
Tegenwoordig is Peru wederom succesvol in grote missverkiezingen: Claudia Ortiz de Zevallos was halvefinaliste in zowel Miss Universe 2003 als Miss Earth 2002, Liesel Holler behaalde geen top 15-positie tijdens Miss Universe 2004 maar werd een van de top 16-halvefinalisten tijdens de Miss Earth 2004-verkiezing.
In 2005 werd Deborah Sulca 6e tijdens de Miss Universe-verkiezing in Bangkok.
Miss Peru World-winnaressen slaagden er in de eerste decennia van Miss World niet in om deel te nemen aan de verkiezingen, waardoor Peru ook weinig finalisten in de Miss World-verkiezing heeft gehad. Toch bracht het land twee Miss World-winnaressen voort.
In 2002 werd Marina Mora 3e tijdens de Miss World-verkiezing, Claudia Hernandes behaalde in het jaar dat volgde een halvefinaleplaats en in 2004 won Peru zijn tweede Miss World-kroon met Maria Julia Mantilla Garcia.
Maria Julia Mantilla Garcia werd tijdens de Miss Peru 2004-verkiezing verkozen tot Miss Peru World, de 2e positie in de verkiezing; de winnares Miss Peru Universe was Liesel Holler.
Kandidaten die een top 10-finaleplaats behaalden tijdens de Miss Peru-verkiezing werden ieder naar één kleinere internationale verkiezing afgevaardigd, zoals Miss Asia Pasific en Miss Maja Mundial.
Sinds 2006 is de officiële Miss Peru-organisatie voor Miss Universe Corporacion De La Belleza, en de Miss Peru-organisatie voor Miss World is Reinas Del Peru.